# Le Démon blanc (bande dessinée)
Pour les articles homonymes, voir Le Démon blanc.
Le Démon blanc est le dixième album de la série de bande dessinée Buddy Longway, paru en 1981.

## Personnages
- Buddy Longway : trappeur.
- Jérémie : fils de Buddy et Chinook, adolescent.
- Jean Giraud et Nancy (sa femme) : « épiciers » au fort.
- Michaël : frère de Nancy, épouse Maria petite-fille de César.

## Synopsis
Le cheval de Buddy, Fellow, vient de mourir. Pour se changer les idées, Buddy part pour le fort, faire le plein de provisions pour l'hiver. Le fort est occupé par des soldats. Buddy passe la soirée en compagnie de ses amis Jean et Nancy. Michaël refuse de vendre son cheval Darky au lieutenant pour le donner à Buddy.
Jérémie fait la connaissance d'un jeune Black Foot qui vivait son initiation. Il veut faire la même expérience. Il attend deux jours et deux nuits sur un rocher avant d'avoir la vision d'un cheval blanc. Il doit le capturer. En suivant une horde de chevaux sauvages, il assiste au massacre d'indiens par les soldats du fort. Il ne capture pas le cheval de son rêve mais rentre grandi.